# Karen Chen
Karen Chen (Fremont, 16 de agosto de 1999) es una deportista estadounidense que compite en patinaje artístico, en la modalidad individual.
Participó en dos Juegos Olímpicos de Invierno, en los años 2018 y 2022, obteniendo una medalla de oro en Pekín 2022, en la prueba por equipo.

## Palmarés internacional
| Juegos Olímpicos | Juegos Olímpicos | Juegos Olímpicos | Juegos Olímpicos |
| Año              | Lugar            | Medalla          | Prueba           |
| ---------------- | ---------------- | ---------------- | ---------------- |
| 2022             | Pekín (China)    | Medalla de oro   | Equipo           |